# Chojnicki rajon
Chojnicki rajon (belarusiska: Хойніцкі раён, även ryska: Хойницкий район) är ett län i Belarus. Det ligger i 
Homels voblast, i den sydöstra delen av landet, 270 km sydost om huvudstaden Minsk. Huvudort är Chojniki.